# Robert Delnest
Robert Delnest, né à Mons en 1904 et mort en 1979, est un sculpteur belge.

## Biographie
Il suit les cours de dessin et de sculpture à l'Académie des Beaux-Arts de Mons de 1919 à 1927 pour ensuite étudier la céramique à l'Institut des Arts et Métiers du Hainaut
En 1954. il fonde le groupe Art et réalité avec Edmond Dubrunfaut, Raymond Coumans, Serge Creuz, Rik Slabbinck, Roger Somville, Louis Tournay et Paul Van Thienen.
- À nos Vétérans coloniaux 1876-1908, Hôtel de ville de Charleroi (1er étage), statue, 1936
- Gille, Collégiale Saint-Ursmer, Binche, statue en bronze, 1952[3]
- Carte de la Belgique en relief, sur le bâtiment de l'entrée de la halte de la gare de Bruxelles-Congrès, 1953.
- Statues (mineur de fond, tailleur de pierre, puddleur, souffleur de verre, brasseur et potier) sur la façade du siège du Gouvernement provincial, Rue verte 11-13, Mons, 1939-1953[4]
- « La Joyeuse Entrée en 1918 de S.M. le Roi chevalier Léopold Albert », place des Étangs Noirs, Molenbeek-Saint-Jean, le 24 novembre 1968[5]

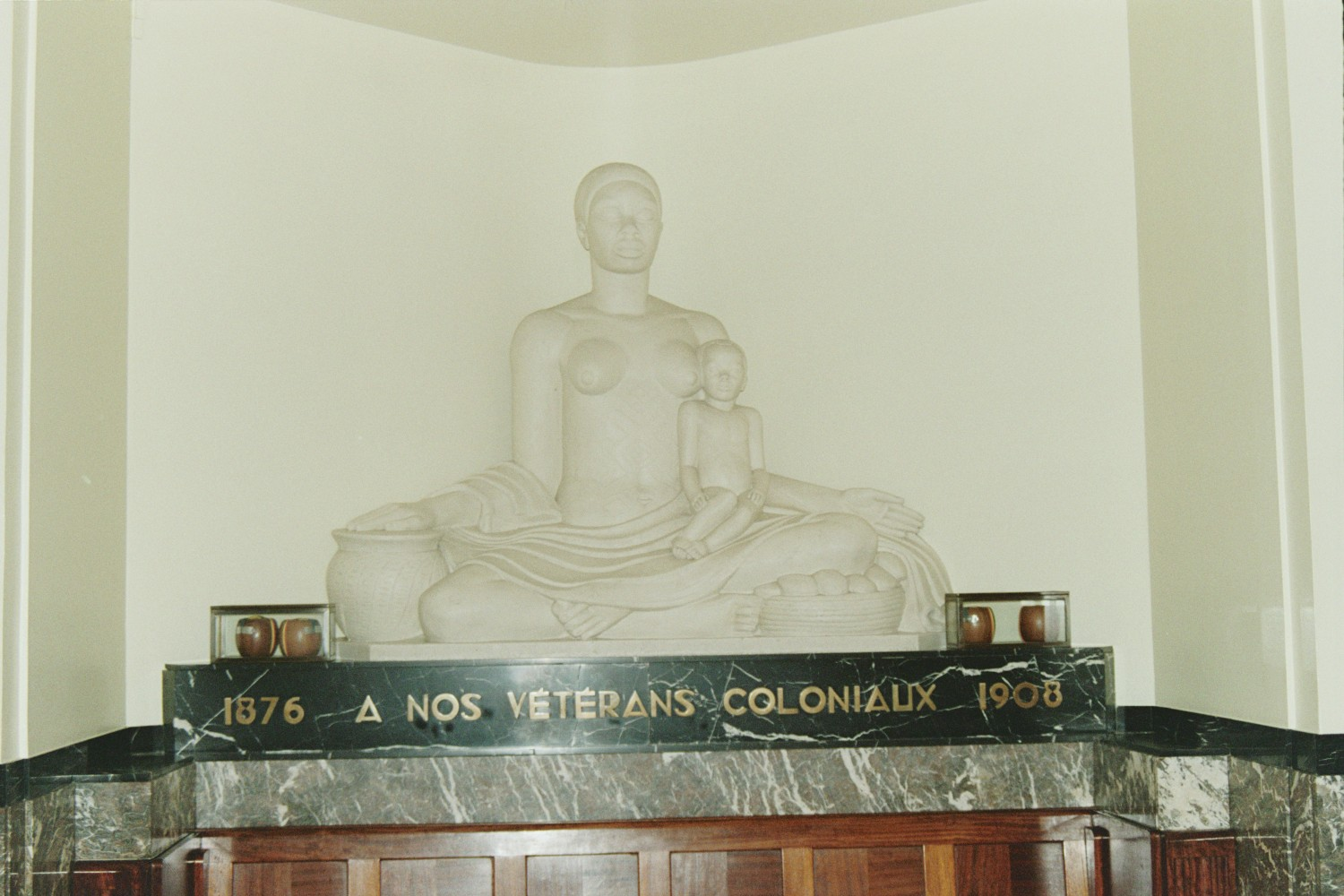
À nos vétérans coloniaux.
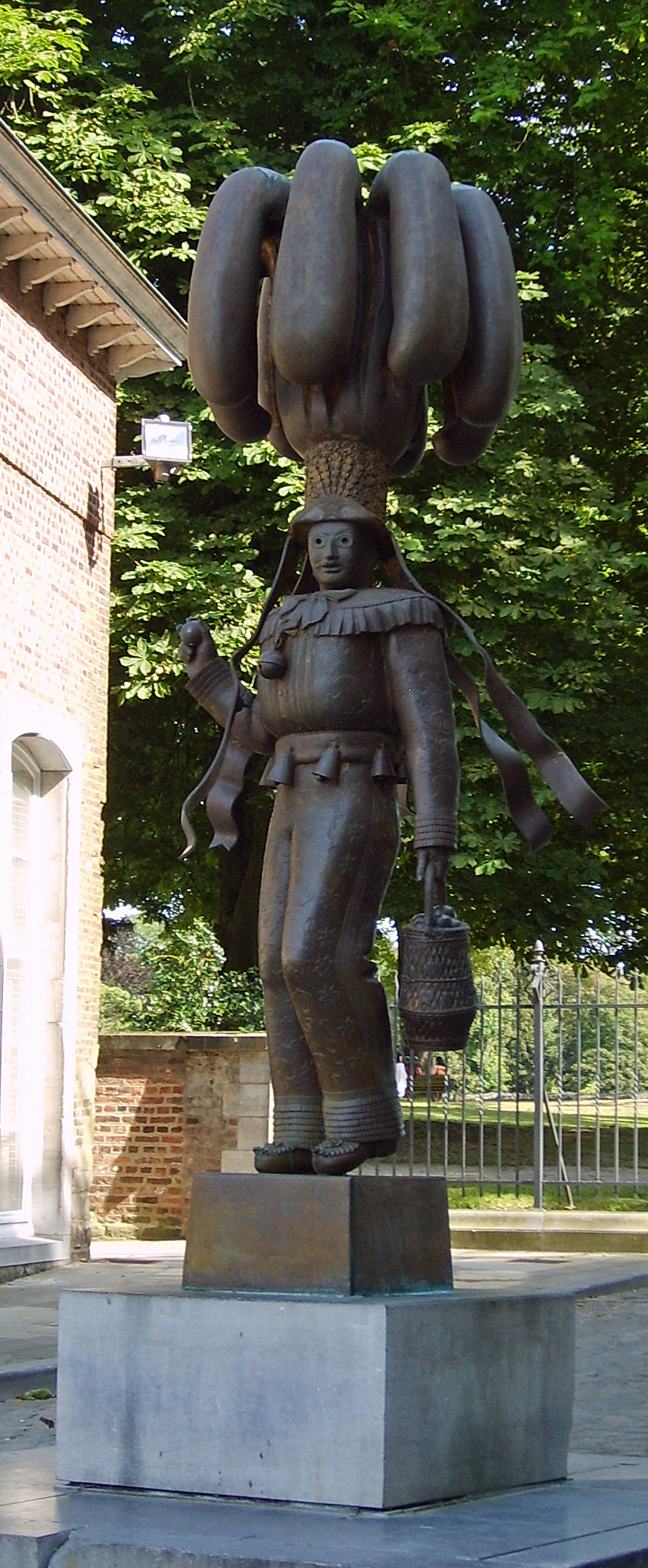
Gille.
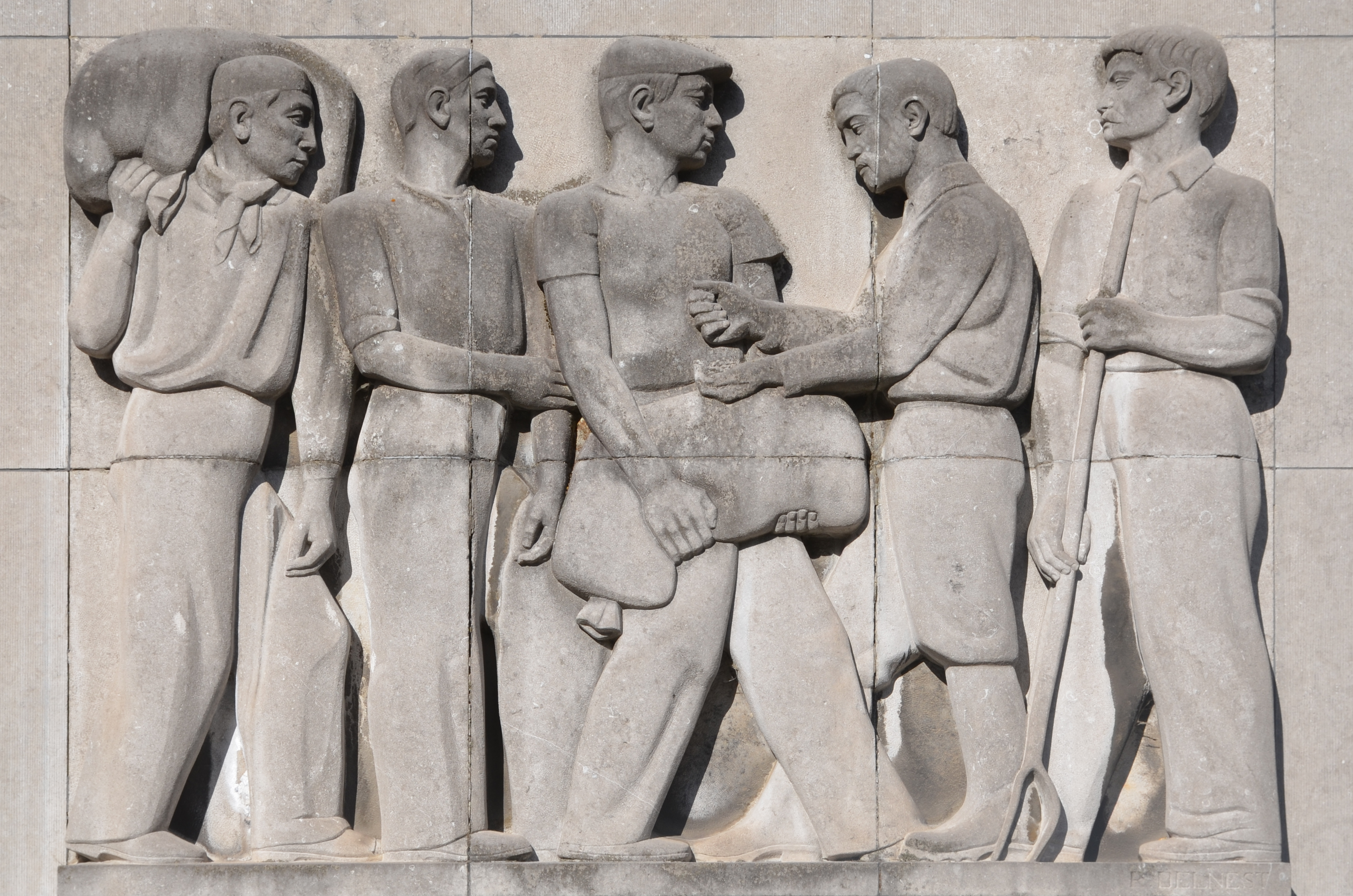
Mons.